# GPS-спуфінг
GPS-спуфінг – це надсилання сигналів перешкод, які імітують сигнал NAVSTAR GPS.
На відміну від глушіння GPS, формально дійсні, але неправильні дані про місцезнаходження генеруються та передаються. Ці перешкоди також відомі як псевдоліти, оскільки вони зазвичай використовуються на землі та відтворюють сигнал із супутників. Це стосується як цивільних, так і військових споживачів.

## Загальний огляд
Мета полягає не тільки в тому, щоб порушити прийом сигналів GPS, як у випадку з глушінням GPS, але й ввести в оману приймачі GPS таким чином, щоб вони отримали неправильну інформацію про місцезнаходження. В ідеалі це неправильні дані про місцезнаходження, які неможливо легко розпізнати приймальним пристроєм без додаткової незалежної від GPS навігації. Втрату прийому GPS на приймальному пристрої через роботу технічно набагато простіших пристроїв глушіння GPS можна легко виявити, і користувач може реагувати на втручання. Іншою метою може бути порушення синхронізації часу у критичних до синхронності часу застосунках.
Тому GPS-спуфінг передбачає передачу на тій же частоті, що й супутники GPS, і його сигнал накладається на сигнали. Підробний сигнал може бути накладений як сигнал від одного супутника GPS, так і сигнал від кількох супутників GPS одночасно.
Оскільки визначення позиції в GPS базується на дуже точному вимірюванні часу (часу польоту), то не є тривіальним створити як дійсні, так і неправильні правдоподібні дані про місцезнаходження в точці приймача GPS, на який потрібно впливати. Підробка GPS є технічно набагато складнішою, ніж глушіння GPS, і, окрім цифрової обробки сигналу, необхідної для створення сигналів GPS, також включає дуже точну базу часу, наприклад, у формі атомного годинника. Необхідно також знати відстані до цільових приймальних пристроїв, оскільки це єдиний спосіб отримати правдоподібні дані про місцезнаходження.
За даними британської BBC, вартість обладнання для GPS-спуфінгу становила лише близько 1000 доларів США в середині 2012 року.  Рік потому в онлайн-статті Fox News Channel назвали вартість у 3000 доларів.  На 2016 рік, окрім стандартного ПК, потрібне радіо з програмним забезпеченням вартістю кілька сотень євро, а також проект gps-sdr-sim, доступний у вихідному коді. Використовуючи вільно доступні ефемериди, можна створити та передати повне сузір'я до дванадцяти віртуальних супутників із вільним вибором позиції та часу передачі.
Засоби захисту від GPS-спуфінгу і глушіння GPS включають направлені приймальні антени, які приймають сигнали GPS лише від супутників GPS, тобто згори, і сильно пригнічують сигнали перешкод, які надходять від псевдолітів і поблизу землі. Складніші алгоритми протидії GPS-спуфінгу включають моніторинг сили сигналу, порівняння часу між супутниками, контроль кількості та кодів супутників, порівняння з даними інших навігаційних засобів, наприклад акселерометрів.

## Відомі програми

### США
У червні 2013 року дослідники Техаського університету здійснили успішну атаку на 65-метрову розкішну яхту, що прямувала з Монако на Родос. Власник судна був поінформований і дозволив дослідникам здійснити це втручання. Два GPS-приймачі могли бути введені в оману за допомогою пристрою на борту корабля, який був розміром приблизно з портфель. Неправильні сигнали дали навігаційній системі трохи зміщене положення яхти. Потім екіпаж скорегував напрямок, доки корабель не повернувся на правильний курс відповідно до навігаційної системи. Однак, оскільки корабель фактично все ще тримався курсу, передбачувана корекція призвела до того, що він залишив курс.  Тим же дослідникам у червні 2012 року вдалося контролювати цивільний безпілотник за допомогою GPS-спуфінгу.

### Росія
Зареєстрована в США неурядова організація C4ADS у квітні 2019 року опублікувала звіт, згідно з яким у період з лютого 2016 року по листопад 2018 року було задокументовано 9983 випадки спуфінгу, під час яких сигнали GNSS були навмисно порушені та спотворені. Дослідникам на замовлення C4ADS вдалося довести це, спостерігаючи зверху: оцінюючи дані, які були записані на Міжнародній космічній станції за допомогою спеціального датчика.
Згідно з повідомленнями ЗМІ, збір даних засвідчує, що Росія глушить сигнал GNSS, що випромінюється супутниками, за допомогою потужних наземних систем передачі або навмисно змінює інформацію про місцезнаходження для маніпуляцій. Мета спуфінгу — зробити позиціонування за допомогою GNSS непридатним для використання.
За даними джерела неурядової організації C4ADS, 1311 кораблям довелося скорегувати свій курс у російських водах протягом періоду спостереження через те, що системи супутникової навігації не працювали. Особливо часто це явище фіксувалося в Сирії, Криму та в російських аеропортах і портах. Крім того, спотворюється кордон із країнами НАТО та положення військових об’єктів Росії.  Фактичне переміщення та місцеперебування вдалося точно довести завдяки очевидцям, аеророзвідці та спеціальному датчику МКС.
10 серпня 2024 року, Військово-Морські Сили та Головне управління розвідки Міністерства оборони України, в ході відбиття російського вторгнення в Україну, атакували одну з газових вишок у Чорному морі, де перебували російські окупанти, які використовували дану локацію для GPS-спуфінгу аби зробити небезпечним цивільне судноплавство.

### Україна
В Україні щонайменше з початку 2024 року діє система «Покрова», здатна відхиляти курс безпілотників, таких, як  «Шахед-131/136».

### Північна Корея
Збройні сили Південної Кореї в листопаді 2024 року звинуватили Північну Корею в глушенні систем GPS на кораблях і літаках на заході Корейського півострова. За даними генштабу Південної Кореї, кілька кораблів і десятки цивільних літаків зазнали збоїв у роботі. Відповідно, маніпуляції були виявлені поблизу північнокорейських міст Кесон і Хеджу.